# 蔚藍色
蔚藍色，是一個藍色系的顏色，近似於蒼色和青天藍的顏色。其英文「cerulean」一詞係來自拉丁語詞彙「caeruleum」（意思為天空、天堂）。